# Helcogrammoides chilensis
Helcogrammoides chilensis is een straalvinnige vissensoort uit de familie van drievinslijmvissen (Tripterygiidae). De wetenschappelijke naam van de soort is voor het eerst geldig gepubliceerd in 1960 door Cancino.